# Der Regimentstrottel
Der Regimentstrottel (Originaltitel: The Sad Sack) ist eine US-amerikanische Filmkomödie von George Marshall aus dem Jahr 1957. Das Drehbuch basiert auf dem Cartoon The Sad Sack von George Baker, einem Armee-Comic, der in den 1950er Jahren in den USA sehr populär war. Die Erstaufführung in Deutschland fand am 19. September 1958 statt.

## Handlung
Trotz einer Ausbildung von 17 Monaten kommt Meredith Bixby mit den Anforderungen des Militärs nicht zurecht. Das Einzige, was er wirklich gut kann, ist, sich Dinge zu merken, denn er verfügt über ein fotografisches Gedächtnis. Die Psychologin Major Shelton wird beauftragt, den Schützen Bixby zu einem Mustersoldaten zu machen. Dafür stellt sie ihm als Hilfe zwei Kameraden an die Seite, Dolan und Wenaslawsky.
Bald werden die drei Soldaten zu einem Stützpunkt in Marokko abberufen. Bixby soll wegen seines Talentes Spionagetätigkeiten betreiben. Als die drei eines Abends in eine Bar gehen, betrinkt sich Bixby versehentlich, weil er den Drink für ein Malzgetränk hält und diesem umso mehr zuspricht. Er lernt dabei die verführerische Zita kennen und verliebt sich in sie. Sie weist ihn jedoch ab und frustriert flieht Bixby in die Wüste. Dort wird er von arabischen Rebellen entführt. Sein Wächter Abdul zwingt ihn, eine gestohlene Kanone zusammenzusetzen. Bixby schafft es, weil er schon einmal gesehen hat, wie der Zusammenbau funktioniert. Also ruft er es einfach aus seinem Gedächtnis ab. Doch Bixby kann, mit Zitas Hilfe, die Pläne der Rebellen durchkreuzen. Er wird von seinen Kameraden gerettet, die drei bekommen die Medal of Honor verliehen.

## Kritiken
„Militärklamotte mit grotesker Situationskomik, die Jerry Lewis als eine amerikanische Variante des ‚braven Soldaten Schweijk‘ präsentiert.“

## Hintergrund
Der Film der Paramount Pictures ist der zweite von Jerry Lewis nach seiner Trennung von Dean Martin. Er spielte in den USA ca. 3,5 Millionen US-Dollar ein. Die Marokko-Szenen wurden in der Wüste von Arizona und auf der Vincent Air Force Base in Yuma gedreht.
Für Co-Autor Nate Monaster war es das erste Mal, dass er ein Drehbuch für einen Kinofilm schrieb. Der Schauspieler Michael Ansara ist in einer nicht im Abspann erwähnten Kleinrolle als Moki zu sehen.
Für die Ausstattung des Filmes waren die Oscar-Preisträger John B. Goodman und Hal Pereira als Art-Directors sowie Sam Comer und Ray Moyer als Set-Decorators zuständig. Die Kostüme wurden von der achtfachen Oscar-Gewinnerin Edith Head gefertigt, die Spezial-Effekte wurden vom oscarprämierten John P. Fulton überwacht. Farciot Edouard, der neben zwei regulären Oscars mehrere Spezial-Oscars gewann, arbeitete als Kameratechniker mit.
Der Titelsong des Films wurde von Hal David und Burt Bacharach geschrieben.
Die deutsche Synchronbearbeitung fertigte 1958 die Berliner Synchron GmbH an. Das Dialogbuch verfasste Fritz A. Koeniger, Synchronregie führte C. W. Burg. Für Jerry Lewis sprach Horst Gentzen, für David Wayne übernahm Wolfgang Kieling die Synchronstimme, und Peter Lorre wurde von Alfred Balthoff gesprochen.